# 브론 GP

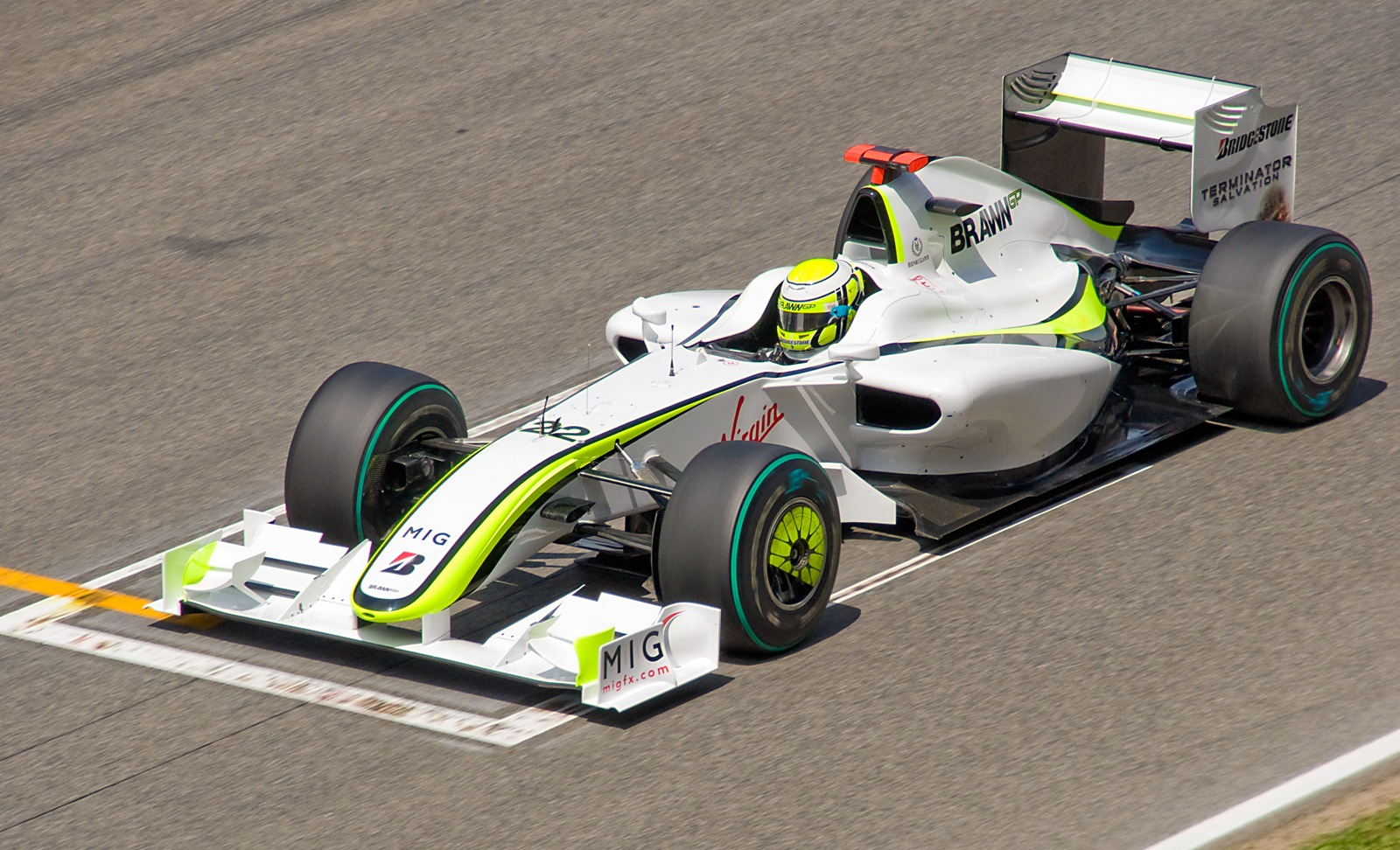
스페인 그랑프리에 참가한 젠슨 버튼

브론 GP 포뮬러 원 팀(Brawn GP Formula One Team)은 2009년 로즈 브론에 의해 창단된 포뮬러 원 팀이다. 2008년까지 포뮬러 원에 참가하던 혼다 레이싱 F1 팀을 인수하여 창단되었으며, 젠슨 버튼과 루베이스 바리켈루를 드라이버로 2009년 포뮬러 원 시즌에 참가하였다. 브론 GP는 그 해의 컨스트럭터 챔피언십 우승을 차지하였고, 젠슨 버튼은 드라이버 챔피언십에서 우승을 거두었다. 2009년 11월 브론 GP의 엔진 공급자였던 메르세데스-벤츠는 아바르 인베스트먼트(Aabar Investments)와 함께 이 팀을 인수했다고 발표했으며, 이에 따라 브론 GP는 메르세데스 GP로 바뀌어 2010년 이후 포뮬러 원에 참가하고 있다.

## 역사
브론 GP는 2009년 3월 6일 로즈 브론에 의해 창단이 발표되었다. 로즈 브론은 베네통, 페라리, 혼다 F1 팀의 기술 감독을 맡아왔던 인물로, 2008년 말 스포츠계에서 손을 떼려는 혼다로부터 팀을 인수했다. 3월 17일 국제 자동차 연맹은 혼다 레이싱 F1 팀의 이름이 브론 GP로 바뀌는 것을 공식 승인하였다.
혼다 엔진의 사용이 중단되자 여러 엔진 공급자가 엔진 공급을 제안해 왔다. 로즈 브론은 이들 중 메르세데스-벤츠의 엔진을 선택했고, 젠슨 버튼과 후벵스 바히셸루를 팀의 드라이버로 구성했다.

## 포뮬러 원 성적
- 굵은 숫자는 폴 포지션을, 기울임꼴 숫자는 패스티스트 랩을 나타냄

| 연도 | 차량         | 엔진                    | 타이어     | 드라이버          | 1   | 2    | 3   | 4   | 5   | 6   | 7   | 8   | 9   | 10  | 11  | 12  | 13  | 14  | 15  | 16  | 17  | 포인트 | WCC |
| ---- | ------------ | ----------------------- | ---------- | ----------------- | --- | ---- | --- | --- | --- | --- | --- | --- | --- | --- | --- | --- | --- | --- | --- | --- | --- | ------ | --- |
| 2009 | 브론 BGP 001 | 메르세데스-벤츠 FO 108W | 브리지스톤 |                   | AUS | MAL‡ | CHN | BHR | ESP | MON | TUR | GBR | GER | HUN | EUR | BEL | ITA | SIN | JPN | BRA | ABU | 172    | 1위 |
| 2009 | 브론 BGP 001 | 메르세데스-벤츠 FO 108W | 브리지스톤 | 젠슨 버튼         | 1   | 1    | 3   | 1   | 1   | 1   | 1   | 6   | 5   | 7   | 7   | Ret | 2   | 5   | 8   | 5   | 3   | 172    | 1위 |
| 2009 | 브론 BGP 001 | 메르세데스-벤츠 FO 108W | 브리지스톤 | 루베이스 바리켈루 | 2   | 5    | 4   | 5   | 2   | 2   | Ret | 3   | 6   | 10  | 1   | 7   | 1   | 6   | 7   | 8   | 4   | 172    | 1위 |

‡ 경주가 75% 미만 지점에서 완료되어 절반의 포인트만을 획득함.